# Dedicated to Janis Joplin/Keep on movin'
Dedicated to Janis Joplin/Keep on movin' (1975) è un singolo degli Ibis.
Entrambi i brani sono tratti dall'album Ibis.